# Prasophyllum exiguum
Prasophyllum exiguum är en orkidéart som beskrevs av Herman Montague Rucker Rupp. Prasophyllum exiguum ingår i släktet Prasophyllum och familjen orkidéer. Inga underarter finns listade i Catalogue of Life.